# 灰滨藜
灰滨藜（学名：Atriplex pallida）是苋科滨藜属的一种一年生草本植物，其种加词“pallida ”意为“淡色的”。分布于中亚、帕米尔高原、兴都库什山脉、喀喇昆仑山脉南部、喜马拉雅山脉西部的沙石地。

## 形态
灰滨藜茎直立，高15-50cm，光滑，苍白色, 多分枝。叶片宽卵形、三角状卵形至宽披针形，全缘或有少量圆齿。花簇生于叶腋, 穗状花序，花序轴有密粉。胞果扁，近圆形，果皮白色。种子黄褐色至黑色。花果期7-9月。